# 니카라과의 국기

니카라과의 국기 비율 3:5

니카라과의 국기는 1908년 9월 4일에 제정되었으며, 1971년 8월 27일에 공식적으로 제정되었다.
중앙아메리카 연방의 국기에 디자인을 기초로 하고 있다. 파란색, 하얀색, 파란색 가로 줄무늬 가운데에 니카라과의 국장이 배치되어 있다.

## 색상
| 색상 | 파랑                | 하양                  |
| ---- | ------------------- | --------------------- |
| RGB  | 0–103–198 (#0067C6) | 255–255–255 (#FFFFFF) |

## 과거의 기

1823년 ~ 1824년
1824년 ~ 1854년
중앙아메리카 연방 공화국의 국기, 1823년 ~ 1825년
중앙아메리카 연방 공화국의 국기, 1825년 ~ 1841년
1852년 ~ 1854년
1854년 ~ 1858년, 1873년 ~ 1889년
1854년 ~ 1858년 (상선기)
1858년 ~ 1873년, 1893년 ~ 1896년
1889년 ~ 1893년
1896년 ~ 1908년
1898년 11월
1908년 ~ 1971년
모스키토코스트의 기, 1860년 ~ 1894년

## 같이 보기
- 니카라과의 국장